# Elecciones parlamentarias de Turkmenistán de 2023
Las elecciones parlamentarias de Turkmenistán de 2023 fueron celebradas el 26 de marzo para elegir a los 125 miembros de la Asamblea.

## Resultados
|                            |                                           |       |       |         |     |  |  |  |  |  |  |  |  |  |
| Partido                    | Partido                                   | Votos | %     | Escaños | +/- |  |  |  |  |  |  |  |  |  |
|                            | Partido Democrático                       |       |       | 65      | +10 |  |  |  |  |  |  |  |  |  |
|                            | Partido Agrario                           |       |       | 24      | +13 |  |  |  |  |  |  |  |  |  |
|                            | Partido de los Industriales y Empresarios |       |       | 18      | +7  |  |  |  |  |  |  |  |  |  |
|                            | Independientes                            |       |       | 18      | -30 |  |  |  |  |  |  |  |  |  |
|                            |                                           |       |       |         |     |  |  |  |  |  |  |  |  |  |
| Votos válidamente emitidos |                                           |       |       |         |     |  |  |  |  |  |  |  |  |  |
| Votos en blanco y nulos    |                                           |       |       |         |     |  |  |  |  |  |  |  |  |  |
| Total                      | Total                                     |       | 100   | 125     |     |  |  |  |  |  |  |  |  |  |
| Abstención                 |                                           |       |       |         |     |  |  |  |  |  |  |  |  |  |
| Inscritos / participación  | Inscritos / participación                 |       | 91,12 |         |     |  |  |  |  |  |  |  |  |  |
| Fuente: TurkmenPortal.     |                                           |       |       |         |     |  |  |  |  |  |  |  |  |  |